# Egeón (satélite)
Egeón (o como en griego Αιγαίων), también conocido como Saturno LIII (designación provisional S/2008 S 1), es un satélite natural de Saturno. Su descubrimiento fue anunciado por Carolyn Porco del equipo de científicos de imágenes de la sonda Cassini el 3 de marzo de 2009, a partir de observaciones realizadas el 15 de agosto de 2008.
Egeón orbita dentro del segmento de brillantes del Anillo G de Saturno, y es probablemente una de las principales fuentes del anillo. Desechos desprendidos del satélite forman un arco brillante cerca del borde interior, que a su vez se expande para formar el resto del anillo. Egeón orbita en una resonancia 7:6 con Mimas, lo que provoca una oscilación de aproximadamente 4 km cada 4 años en su semieje mayor. Suponiendo que tiene el mismo albedo que Palene, se estima que tiene la mitad de kilómetros de diámetro. Orbita a Saturno a una distancia media de 167 500 km en 0,80812 días, con una inclinación orbital de 0,001° del ecuador de Saturno, con una excentricidad de 0,0002.
Fue nombrada como Egeón, uno de los Hecatónquiros.